# Partenariat
El parternariat en dret administratiu és la col·laboració voluntària i estable entre dues o més organitzacions públiques i privades per a desenvolupar productes o serveis compartint els riscos, els costs i els beneficis. És a dir, la cooperació entre el sector públic i l'empresa, per una lògica de beneficis per intercanvi.